# Vanguard-program

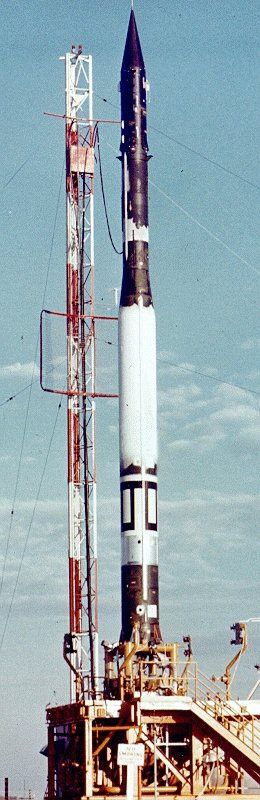
A Vanguard az indítóállásban

A Vanguard-program a legelső amerikai űrprogram, amelynek célja egy ember készítette tárgy űrbe juttatása volt. A programot az Egyesült Államok Haditengerészete és az Egyesült Államok Tengerészgyalogsága által fenntartott Haditengerészeti Kutató Laboratórium hajtotta végre  1955–59 között.
A nemzetközi geofizikai év keretében Eisenhower amerikai elnök bejelentése alapján a világ első űrobjektumául szánták, ám célját nem tudta elérni, mivel a szovjetek két űrszondával, a Szputnyik–1-el és Szputnyik–2-vel is megelőzték, de még egy másik amerikai űrszonda, az Explorer–1 is előbb startolt. Mindezek ellenére később mégis sikeresen felbocsátották, és ezzel a Vanguard–1 lett a világ első, napenergiát használó műholdja, valamint a világ legrégebben az űrben levő műholdja – mivel a mai napig a Föld körül kering.

## A program története
A második világháború után az Egyesült Államok a hozzá került német rakétamérnökök csoportjával a Harmadik Birodalom fegyvereként hírhedtté vált V–2 technikai bázisán katonai hordozórakéták fejlesztésébe kezdett. A fejlesztésekből mindhárom amerikai haderőnem kivette a részét. Az ötvenes évek közepére mindhárom haderőnemnek különböző elképzelései voltak, hogyan lehetne a rakétákkal szerzett képességeiket demonstrálni.

### A Haditengerészet programja
A „győztes” elképzelés megvalósítását az ötletgazdára, a Haditengerészetre bízta a Pentagon és számára biztosított forrásokat. A program fő célkitűzései a következők voltak:
1. Egy műhold Föld körüli pályára állítása a nemzetközi geofizikai év során,
2. A pályára állított eszközzel legalább egy tudományos kísérlet/mérés elvégzése,
3. A műhold nyomon követése a Földről, amellyel bizonyítható a teljesítmény.

A fejlesztés két szálon indult, az egyik irány egy megfelelő hordozórakéta kifejlesztése, a másik egy energiaellátással bíró, műszereket hordozó, de ugyanakkor miniatűr eszköz létrehozása volt.
A Haditengerészet javaslata a fenti három programcél mellett egy fontos ponton különbözött a másik fegyvernemekétől: a hordozóeszköz „civil” rakéta volt. A fejlesztés ugyan egy meglévő katonai eszközből, a RTV-N-12a Viking rakétából indult ki, ám a fejlesztését egy tudományos szervezet, az NRL (Naval Research Laboratory) végezte, míg a szükséges pénzeszközöket a Nemzeti Tudományos Alap biztosította, így a kész hordozóeszköz már nem számított katonai rakétának. Ezzel a militarizmust sikerült távol tartani a programtól, így elfogadhatóvá vált egy tisztán tudományos programhoz (a nemzetközi geofizikai évhez) való kapcsolódás.
A hasznos teherként funkcionáló műhold fejlesztése is több szálon futott. Egy test Föld körüli pályára állításában a hordozóeszközök kezdetlegessége okán annak tömeg volt a kritikus pont, ezért az első Vanguard indítás(ok)hoz egy minimális változatot fejlesztettek. Az NRK végül egy 1,4 kg-os, 15 cm átmérőjű alumíniumgömbbel rukkolt elő, amelynek hermetikusan zárt belső terében hét higanycellás akkumulátor, egy hőérzékelő és két rádióadó kapott helyet, míg a gömb felszínébe hat napelemet is beépítettek az energiaellátás biztosításához.
A program harmadik célkitűzéséhez, a műhold követéséhez is új fejlesztésű eszközre volt szükség. Az NRL erre is fejlesztette egy új antennarendszert, Minitrack néven. A Minitrack-hálózatot a célpont pályahajlásának megfelelően az észak-amerikai kontinens keleti partján, valamint a Dél-Amerika nyugati partján telepítették sorba.

### Vereség, kudarc
Bár az elnök bejelentése nyomán a Vanguard-program lett az első számú amerikai űrprogram, a fejlesztések lassan haladtak, mivel nem kapott prioritást a különböző katonai fejlesztések között. (Eisenhower nem volt fogékony az újdonságok, így az űrtechnika iránt sem, nem látta meg a benne rejlő potenciált, ezért nem is kapta meg a terület azt a támogatottságot, amit az ellenfél szovjeteknél igen.) 1957. október 4-én a Szovjetunió felbocsátotta a Szputnyik–1-et és a verseny váratlanul eldőlt, a Vanguard mérnökei még csak a második fokozat tesztindításainál tartottak. A tesztindítás ugyan 1957. október 23-án sikert aratott, ám 1957. november 3-án a Szputnyik–2-vel a Szovjetunió teljessé tette a győzelmét. A Vanguard kudarca 1957. december 6-án teljesedett ki, amikor az első teljes kiépítésű változat startjára került sor. Az amerikai tévétársaságok élő egyenes adásban közvetítették a startot, amelynek során a rakéta mindössze egy-másfél méter magasra emelkedett az indítóállványról, majd visszaesett és megsemmisült. A tetején helyet foglaló műhold ugyan a leváló orrkúpban távolabb zuhant és nem lett a robbanás martaléka, mégis oly súlyosan sérült, hogy selejtezni kellett.
A kudarcok láttán a türelmetlen elnök megbízta az ABMA, a hadsereg rakétakutatásokkal foglalkozó részlegének vezetését, köztük Wernher von Braunt egy párhuzamos projekt kivitelezésével. Az Explorer-program a három haderőnem javaslatai között volt 1955-ben, de egy tisztán katonai eszközzel kívánt műholdat feljuttatni, ezért nem szavaztak a megvalósítására. Az elnök által biztosított elsőbbséggel és az előrehaladott tervekkel, kipróbált eszközökkel operáló konkurens csoport 1958. január 31-én felbocsátotta az Explorer–1-et, ezzel megelőzve a Vanguard-csapatot.
Végül a Vanguard is beteljesíthette célkitűzését és sikeresen feljuttatott egy műholdat 1958. március 17-én. A Vanguard–1 még ma is fenn kering.

### Az eredménytelenség tovább kísért
Hiába volt az első siker, a problémák továbbra sem tágítottak. Az elkövetkező felbocsátások nagyon gyatra statisztikát mutattak. Tekintve hogy a repülés szempontjából maga a szonda egy passzív eszköz volt, nem csoda, hogy a gondok mindig a hordozóeszközökkel adódtak: sikertelen fokozatleválasztások, az irányítórendszer hibái sorra tették tönkre a küldetéseket. A Vanguard– sikerét követően nyolcból mindössze két felbocsátás járt sikerrel, borzalmasan rossz, 75%-os hibaszázalékot eredményezve.
Miután a program ideje alatt a legtöbb területen meghaladta a kor azt az igényt, amelyet a Vanguard ki tudott elégíteni (szimpla Föld körüli pályára állás és néhány kezdetleges műszer feljuttatása), az 1959. szeptember 18-i utolsó starttal véget is ért a program.

## Startok

### Tesztindítások
A program számára fejlesztett rakéta egyes fokozataival három tesztindítást hajtottak végre.
Test Vehicle (TV) indítások:
- TV-0: 1956. december 8-án a Vanguard rakéta első fokozatának sikeres indítása történt meg (a másik két fokozat helyén csak méret és tömeghelyes maketteket építettek be). A rakéta 203,5 km magasságba jutott 155,2 km-re a starthelytől csobbant a tengerbe. A szuborbitális tesztet sikeresnek minősítették.
- TV-1: 1957. május 1-jén a Vanguard rakéta második fokozatát is sikeresen próbálták ki (ezúttal csak a harmadik fokozat volt makett).
- TV-2: 1957. október 23-án zajlott az utolsó teszindítás, amelyben először bocsátották fel a végleges, háromfokozatú kiépítésben a Vanguard rakétát (azonban a felső két fokozatot nem indították be a repülés során)

### Sikertelen műholdfelbocsátások
A Vanguard-felbocsátások az amerikai űrtörténelem legsikertelenebb sorozatát produkálták és nagyban járultak hozzá ahhoz a képzethez, amit az amerikai közvélemény társított saját rakétaindításaikhoz, miszerint: „A mi rakétáink mindig felrobbannak, ugye?”
A Vanguard program során 11-ből 8 start kudarccal végződött.

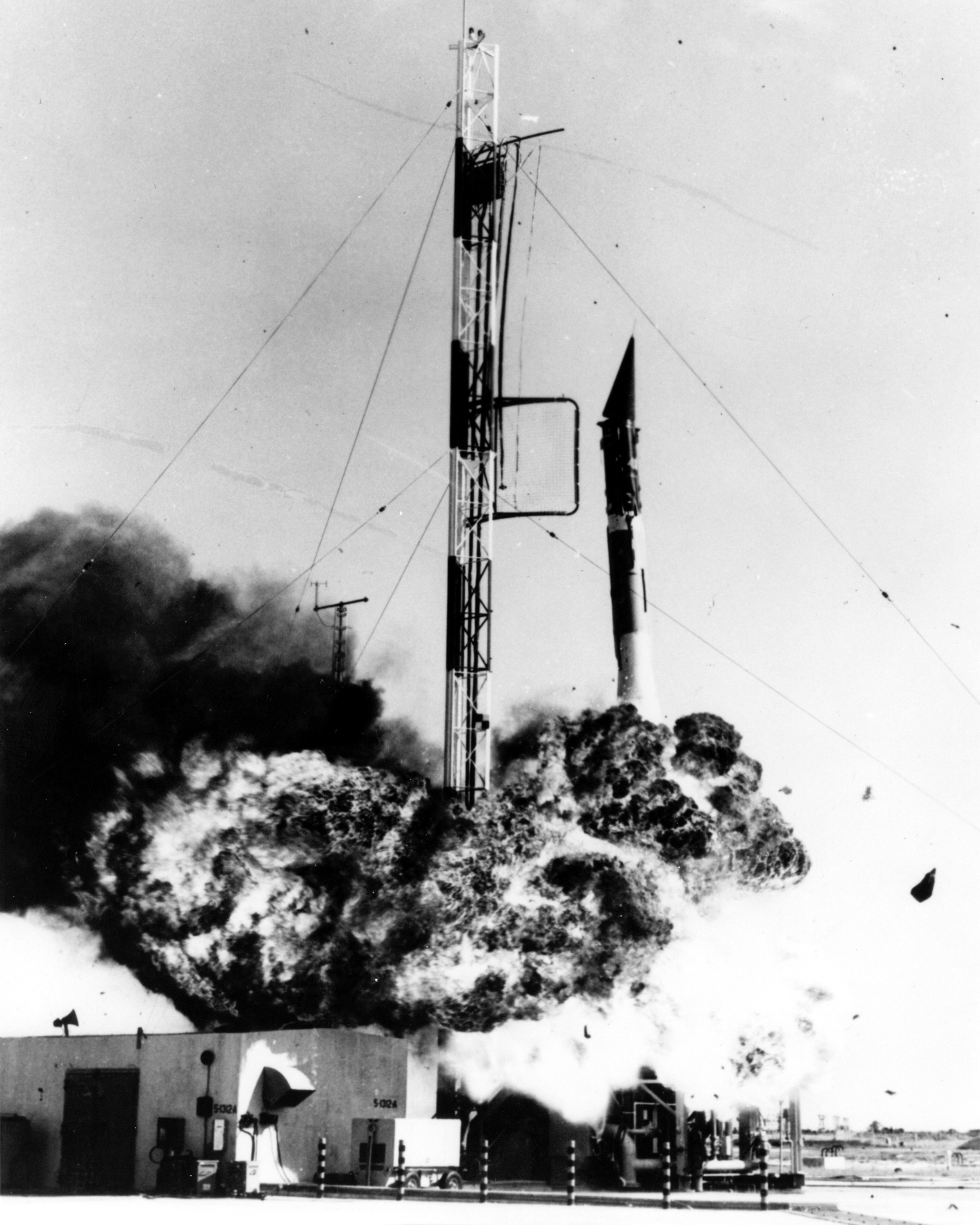
A Vanguard első felbocsátásakor a rakéta az indítóállásban felrobbant

- Vanguard TV-3 – 1957. december 6. Ez lett volna az első olyan teszt, amelyben mindhárom Vanguard rakétafokozat működött volna, egyben pályára állított volna egy 1,36 kg tömegű kis műholdat is. A start után közvetlenül, még az indítóállásban felrobbant a hordozóeszköz.
- Vanguard TV-3 (tartalék) – 1958. február 5. Az előző teszt tartalék hordozórakétájának felbocsátásával megismételt teljes kiépítésű teszt volt. A rakéta kormányzása 57 másodperces repülés után elromlott, és az eszköz keresztbe fordulva a menetiránynak darabokra tört a rá ható erők hatására.
- Vanguard TV-5 – 1958. április 28. Az első siker után egy nagyobb, 9,98 kg-os eszközt kívántak orbitális pályára juttatni, ám a második és harmadik fokozat szétválasztásakor bekövetkezett hiba miatt nem tudott Föld körüli pályára állni.
- Vanguard SLV 1 – 1958. május 27. Az első SLV (Satellite Launching Vehicle), azaz a végleges, sorozatban gyártott hordozóeszköz startja volt. A rakéta irányítórendszerének meghibásodása miatt nem tudott megfelelően pályára állni.
- Vanguard SLV 2 – 1958. június 26. A rakéta második fokozata mindössze 8 másodpercig működött, így nem tudott elegendő sebességre gyorsulni, hogy pályára álljon.
- Vanguard SLV 3 – 1958. szeptember 26. A második rakétafokozat elégtelen működése miatt az orbitális sebesség 99%-át érte csak el és nem tudott pályára állni.
- Vanguard SLV 5 – 1959. április 13. Az első és második fokozat szétválasztásakor a kormányzás meghibásodása miatt a rakéta bólogató mozgásba kezdett és nem tudott pályára állni.
- Vanguard SLV 6 – 1959. június 22. A második fokozat beindulását követően drasztikusan lecsökkent a nyomás az üzemanyagtartályban, ami a rakéta égésének instabilitásához vezetett. 40 másodperc múltán a hélium tartály szétrobbant.

### Sikeres startok
A számos kísérletből csak három volt sikeres.
- Vanguard–1 – 1958. március 17. A Vanguard-programban először sikerült műholdat pályára állítani. A Vanguard-1 egy 1,47 kg-os műhold volt, az ún. minimum változat. A tervezett pálya 3966x653 km-es ellipszis volt, amelytől azonban némileg eltért a műhold, mivel a kormányrendszer a rakéta égésvégi pontján kb. 1° hibát vétett. A tervezett keringési idő 2000 év, a végleges számítások alapján 240 év.
- Vanguard–2 – 1959. február 17. A Vanguard-1 kísérlet megismétlése egy nagyobb műholddal. Az újabb kísérletben egy 10,8 kg-os eszközt állítottak pályára. A kormányrendszer ezúttal 0,02°-os hibával dolgozott csak. A műhold tervezett keringési ideje 200 év
- Vanguard–3 – 1959. szeptember 18. A legutolsó Vanguard kísérlet során egy 22,7 kg-os műholdat állítottak pályára a korábbiakhoz hasonló pályaelemekkel.

## Tudományos eredmények
A végül sikeres Vanguard-indítások az összes célkitűzést teljesítették, amelyeket a tervezőik feladatul szántak a műholdaknak. A szondák keringése során adatokat szolgáltattak a Föld alakjának meghatározására (amely szerint a Föld nem gömb, hanem kissé lapult alakú), a légkörbeli hőmérsékleti zónákra és a hőmérséklet változására, és a mikrometeoritok becsapódására, előfordulási sűrűségére vonatkozóan.
Ezen túlmenően a Vanguard több későbbi műholdas, űrszondás programhoz nyújtott technikai alapokat, vettek át tőle technikai megoldásokat. Az egyik legnagyobb ilyen technológiai úttörő szerepet a napelemek területén játszotta a Vanguard. Míg a fedélzetén levő akkumulátorok mindössze 20 napig működtek, addig a napelemei egészen 1964-ig (hat éven át) működőképesek maradtak, ezzel bizonyítva, hogy hosszútávú küldetéseken a napelemek jól használhatóak energiatermelésre.
Utolsó tudományos eredményként a szondák rendkívül hosszú keringési élettartamát szokás említeni. A rendkívül elnyúlt pályát bejáró eszközök több mint 200 évig fognak odafenn keringeni, követésükkel további adatokat szolgáltatva a Nap és a Hold okozta pályaváltozásokról.

## Külső források

### Magyar oldalak
- Múltkor – Űrkutatás: a bölcsőn túli élet

### Külföldi oldalak
- Vanguard – A History (NASA SP-4202, 1970) online könyv Archiválva 2018. október 7-i dátummal a Wayback Machine-ben